# Поморяни
Поморя́ни — селище Золочівського району Львівської області. Розташоване в неглибокій долині річки Східної Золотої Липи, що витікає зі східної частини Гологорів, та її притоки Махнівки.

## Топоніми
У давнину річка Золота Липа, починаючи від села Коропець й до міста Бережани, була одним великим ставо́м та виглядала, наче море; тому поселення, що виросло над ним, отримало назву Поморяни.
Є ще одне пояснення назви Поморяни: у давнину поселення навідав «мор», від якого померло багато людей. Доступ до Поморян був дуже важкий: води, стави́́, мочари та великі ліси давали запоруку спокійнішого життя. Околиці Поморян не надавалися для воєнних дій, проте були придатні для господарства.
Назви поселень в Україні, здебільшого, утворювалися на основі лексем латинської, грецької, а іноді — готської, німецької, шведської, англійської мов.[джерело?] Назва «Поморяни» могла бути утворена від лексеми німецької мови «Moor», або шведської мови «moras» (болото, мочарі), грецьке «πινος» — бруд — і тоді «Поморяни» — «Помочари» (поболотинці, пінчуки). В грецькій мові «μορα» — військовий підрозділ, а «μωρα» — нерозумний, глупий. У цьому випадку назва «Поморяни» може повторити назву річки Мандау, яка протікає біля міста Циттау (санскрит «manda» — глупий), що на південь від Баутцена. Можливо сюди переселились жителі тамтешніх лужичів, адже прізвище «Свинка» нагадує про назви «Еберсбах» (німецьке «Eber» — дика свиня, вепр). В топонімії України часто спостерігається антонімія назв: «Перемишляни» (думаючі) — «Поморяни» (не думаючі), Перемишль (думка) — «Перечин» (діло) тощо. Джерело: Оксентій Онопенко. Словник «Образи української міфології в історії і географії».
Урбаноніми
Колись частини Поморян мали свої назви:
- Загребелля;
- Зарудка;
- Калинівка[1];
- Підзамче.

## Історія

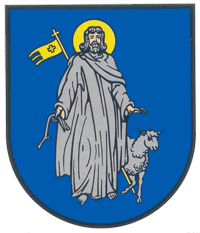
Герб містечка 1684 р.

Історики вважають, що перше поселення на цій території виникло у кам'яну добу. Про це, зокрема, свідчить знайдена у 1960 році кам'яна сокира.
Поселення, де зараз розміщене містечко Поморяни, виникло в давнину. У XIV столітті тут існував замок українських шляхтичів Свинок, що його побудував Микола Свинка, який отримав велику ділянку землі над Золотою Липою від польського короля Казимира IV. За «Поморянською Хронікою», першими жителями Поморян були 32 українські та 2 єврейські родини.

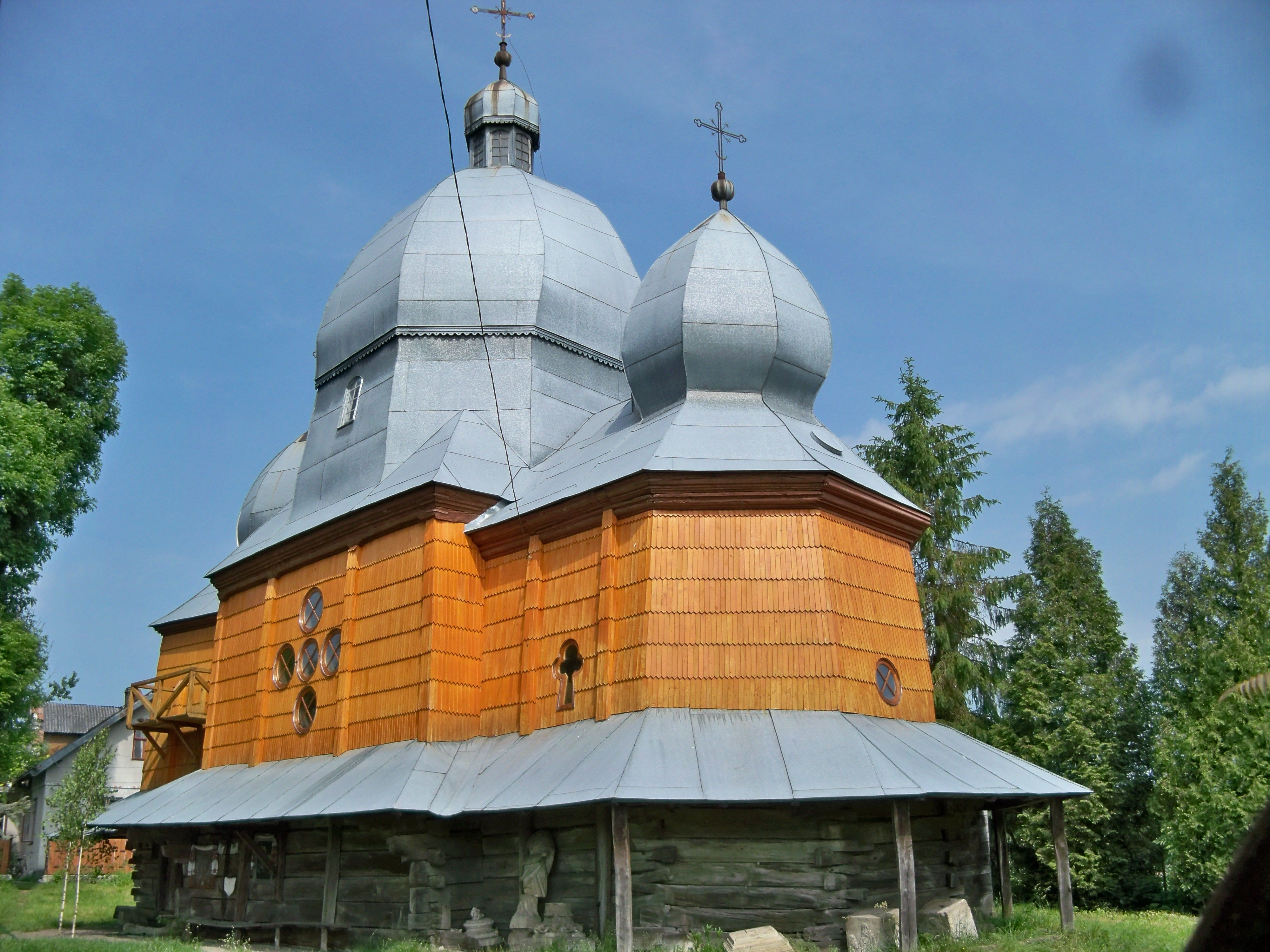
Церква Собору Пресвятої Богородиці

Найдавніше поселення, що його історики називають «старим містом», займало ледве 100 морґів площі, оточене з усіх сторін високим 4-кутним валом. Міські будинки були розміщені в середині клина між Золотою Липою і Махнівкою. Посередині цього простору є велика прямокутна площа-ринок, на якій збудовано ратушу з триповерховою вежею та одноповерховим будинком. У давнину, у нижній частині ратуші містився склад зброї, а перший поверх був житловим. За часів Австрії та Польщі у нижній частині ратуші містилися крамниці. З центральної площі шляхи вели на північ — на Зарудку, на захід — на Загребелля і на схід — на Підзамче, де вони розходилися: один до Кального, а другий — до Розгадова. Чотирикутна площа ринку була забудована будинками, при східному виході з ринку знаходився кам'яний римо-католицький костел, у північно-східній частині ринку — велика мурована божниця.[джерело?]
Перша писемна згадка про Поморяни датується 1437 роком. Цим роком датований інвентарний документ, що зберігався колись в замковому архіві та про який згадує Броніслав Заморський у «Хроніці Поморянській». Вперше в книгах галицького суду Поморяни згадуються 3 січня 1446 року. У незавершеній монографії Александера Чоловського про Поморяни міститься цікавий документ — грамота, видана королем Владиславом Ягайлом шляхтичу Петру Добковичу у серпні 1391 року. Посеред тексту при описі меж населених пунктів зустрічається такий фрагмент «…in monte versus Chorostkow nobilium de Pomorzany», що можна перекласти як «…на горі навпроти Хоросткова, що належить шляхті з Поморян». Невідомо чи ця грамота збереглася до наших днів, але текст цієї грамоти був опублікований у виданні «Kwartalnik Historyczny» за 1894 рік.
Середина XV століття — власником був шляхтич Грицько Кердейович. Наприкінці XV століття маєтність перейшла до Жигмунта Сененського. 1494 року шляхтич Ян Сененський набув половину замку та місто Поморяни з передмістями.
Власник міста — майбутній подільський воєвода Ян Сененський (підтримував кальвінський збір у Поморянах):
- 1552 року отримав привілей на торги і ярмарок для Поморян;
- 1564 року перевів Поморяни на німецьке (магдебурзьке) право;
- 1569 року отримав звільнення міщан від податків на 20 років[6].

Місто було в руках представників роду Сененських до 1619—1620 років, коли ці землі купив Якуб Собеський — батько майбутнього короля Польщі. Якуб Собеський сприяв розвитку міста, поновив Магдебурзьке право, заклав костел і церкву, наділивши їй стільки землі, скільки зміг зорати плуг за два дні (легендарні подробиці, що на казковому скелеті обростають плоттю бувальщини), заснував притулок для убогих і старців. Після смерті Якуба Собеського замок перейшов у власність його дружини Теофілії, від неї до сина — звитяжця під Віднем короля Яна III Собеського. Навколо міста було насипано вали і викопано рови, направлені замкові мури.
Завдяки розумному розташуванню замок неодноразово витримав затяжні облоги турків і кримських татар. Так, 1672 року, коли Золочівський замок зруйнували яничари, поморянська твердиня вистояла перед численними військами. Під час другого походу турків на Львів 1675 року залога замку, не маючи достатньо сил для оборони, покинула таємним ходом фортецю, вийшла до лісу і заховалась у Свірзькому замку. Залишений напризволяще замок цілком спустошили, невдовзі його відбудував тодішній власник Ян III Собеський. 22 серпня 1684 року Ян Собеський підтвердив для містечка Магдебурзьке право й надав герб із зображенням святого Івана Хрестителя (з Божим ягням біля ніг) на блакитному тлі.
Фортецю знов зруйнували 1684 року кримські татари. Після цього замок витримав всі татарські напади й облоги 1687—1695 років; по смерті короля переходив від одних власників до інших, дуже підупав і почав втрачати вигляд фортеці.
Від 1740 року Поморяни були власністю Радзивіллів, 1789 року перейшли у власність Прушинських.
У 1940—1941 та 1944—1959 роках були центром Поморянського району.

## Населення

### Мова
Розподіл населення за рідною мовою за даними перепису 2001 року:
| Мова       | Кількість | Відсоток |
| ---------- | --------- | -------- |
| українська | 1496      | 99.40%   |
| російська  | 7         | 0.46%    |
| білоруська | 1         | 0.07%    |
| румунська  | 1         | 0.07%    |
| Усього     | 1505      | 100%     |

## Пам'ятки

### Церква в Поморянах

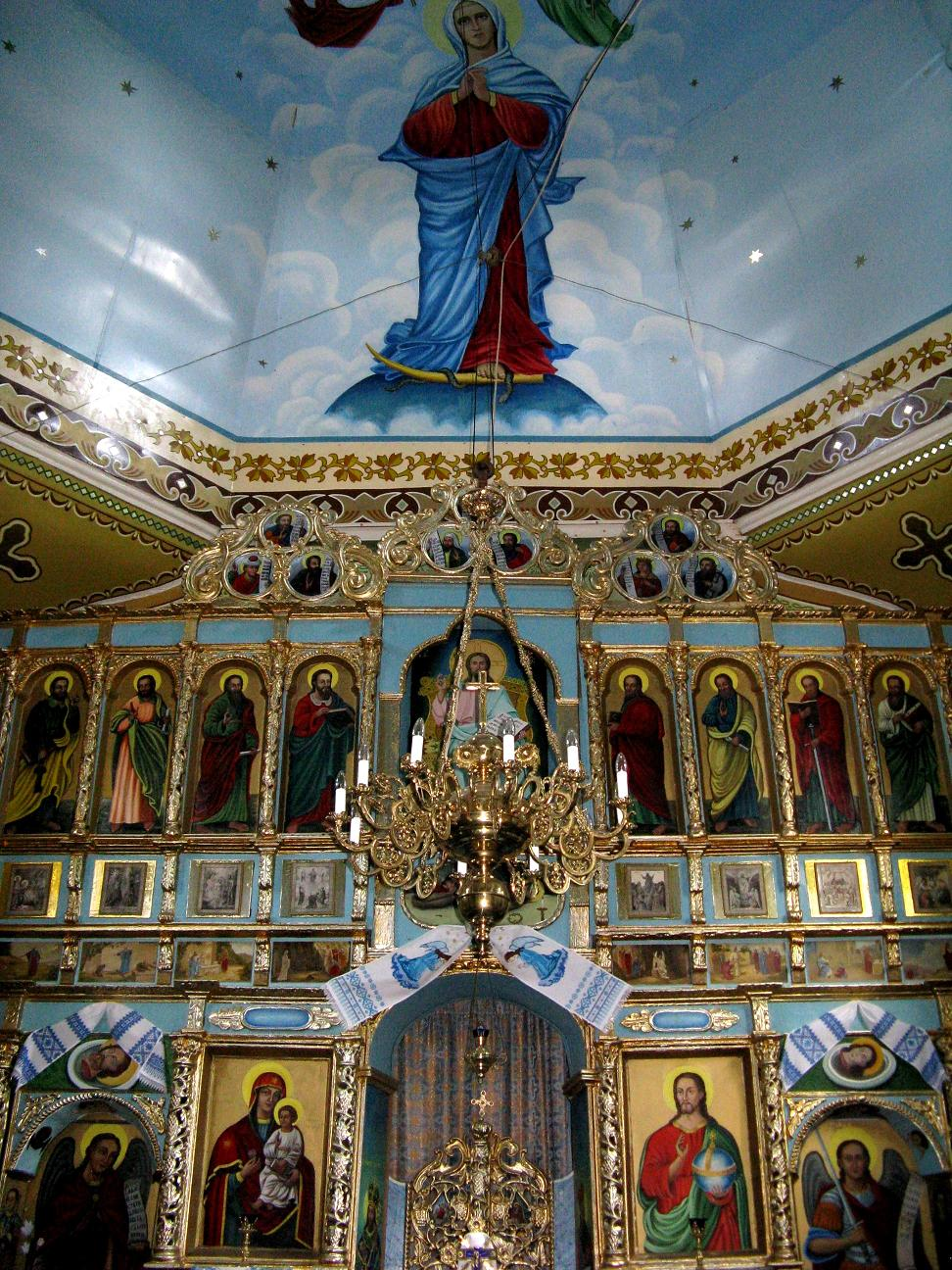
Дерев'яна церква в Поморянах

На жаль, найдавніших документів про місцеву церкву інформації немає, оскільки місцеві церкви пережили багато пожеж, але й ті архівні документи, що збереглися, походять з досить давніх часів.
Під час Хмельниччини, 1648 року, через Поморяни проходили козацькі загони під проводом полковників Кривоноса та Морозенка, що прямували на Львів. Вони були в добрих відносинах з місцевим населенням і збудували для поморянців з тесаних дубів козацьку церкву Покрову Святої Богородиці, що збереглася до наших днів у первісному вигляді. На вхідних дубових дверях є глибоко вирізьблений рік — 1648. В поморянців існувало переконання, що Покров Святої Богородиці не раз рятував місто від нещасть і тому всі молилися до заступниці покровительки Поморян, ікона якої, дарунок козаків, була на престолі «Горішньої церкви», як її називають у Поморянах.

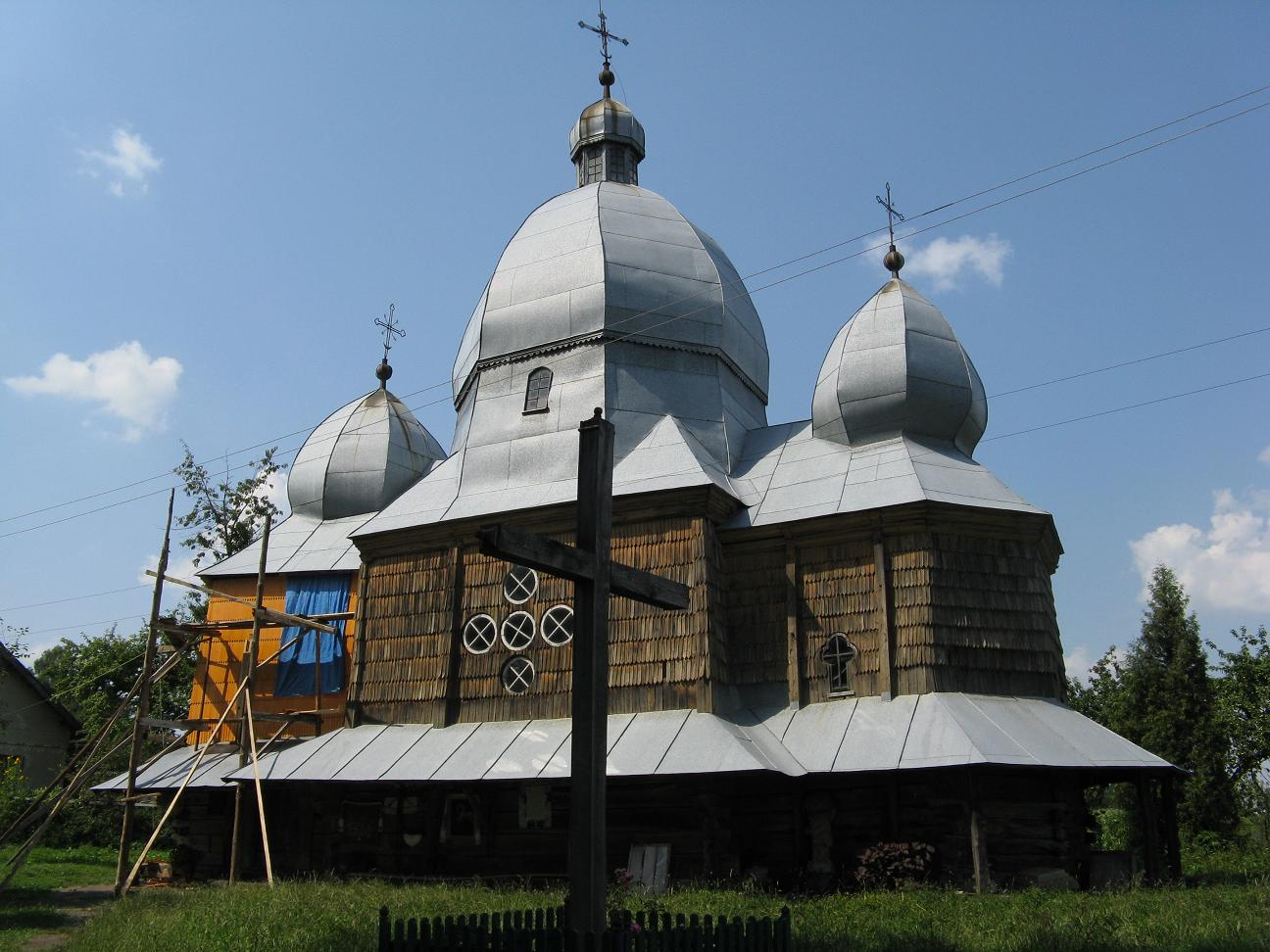
Церква Собору Богородиці (1690 р.)

1718 року нижче від «Горішньої церкви» збудували нову церкву, однобанну, з двома вежами, на дзвіниці було 6 дзвонів. За розпорядженням Золочівського староства від 7 лютого 1878 року, церкву Святої Трійці закрили. Було вирішено будувати нову церкву. Таким чином, у місті було дві старі церкви та будувалася третя.
19 травня 1889 року в Поморянах сталася пожежа, яка знищила всі парафіяльні будинки та дзвіницю. У вогні навіть розплавилися дзвони, і згодом метал із них використали для відливання нових дзвонів.
Будівництво мурованої церкви Пресвятої Трійці закінчили 1889 року, а освячення храму відбулося 15 липня 1890 року. При церкві також був збудований шпиталь. Під час російської окупації 1914 року в Поморянах був православний священик, який при відступі війська забрав з церкви усі цінності, а царська армія забрала дзвони з дзвіниці.
З нагоди деканального свята Великого Ювілею у Поморянах 26—27 серпня 2000 року видали буклет з описами зцілення людей, які зверталися до ікони Богородиці з Горішньої церкви.

### Поморянський замок

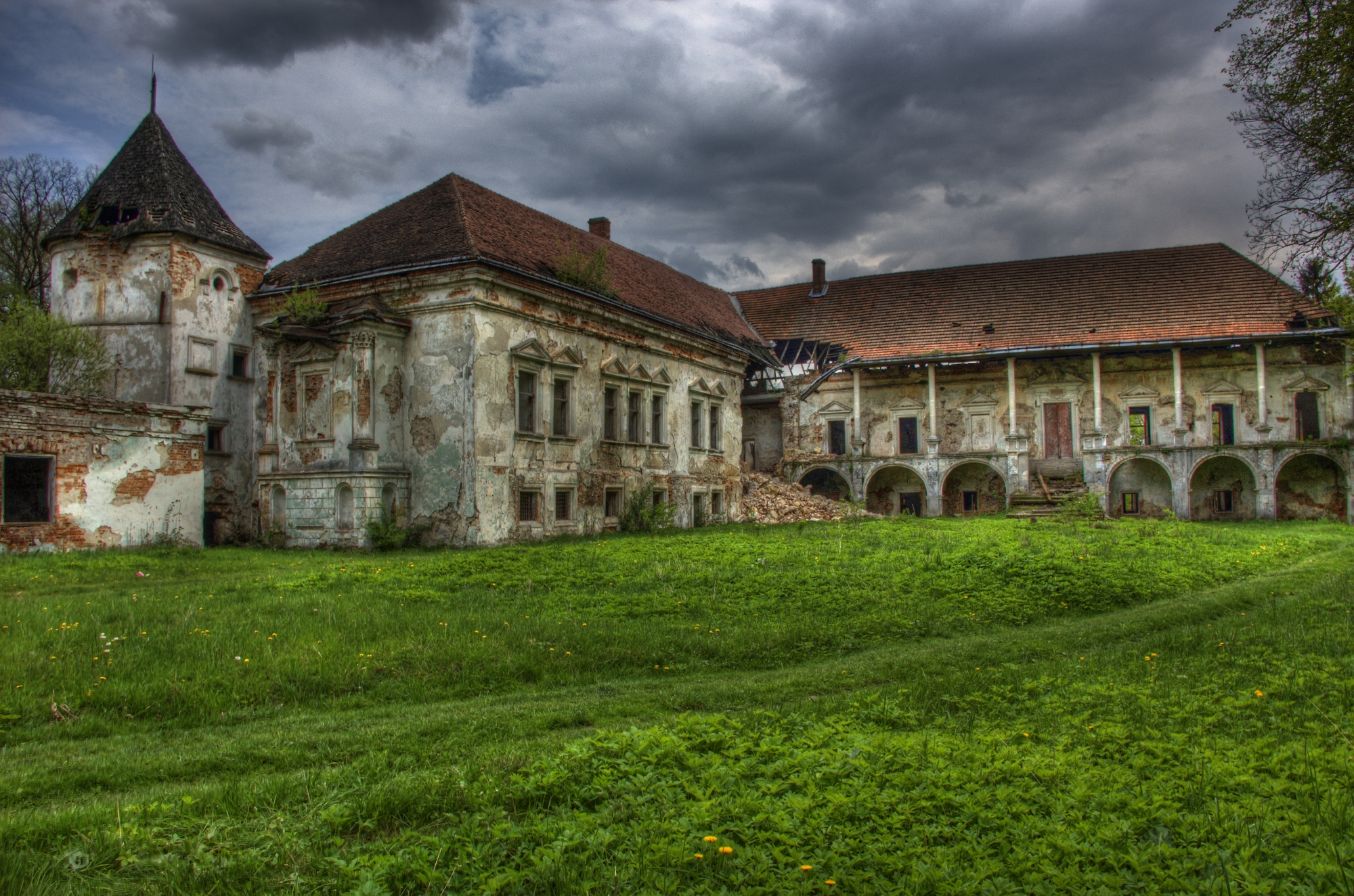
Поморянський замок

1876 року Поморянський замок перейшов у власність Романа Потоцького, а згодом до його сина Єжі (Юрія, помер 1961 року) опікувався замком до 1939 року.
Влітку 1941 року в замку розташовувалася Підстаршинська школа ОУНР. Її організатором і керівником був Івахів Василь. Але невдовзі Гестапо арештувало командний склад школи і протягом 1941—1942 років вони перебували в ув'язненні в тюрмі на Лонцького, звідки були викуплені митрополитом Андреєм Шептицький.
Дотепер збереглися два двоповерхових корпуси і кругла кутова вежа.
Станом на 2009 рік замок знаходиться в жалюгідному стані: влітку 2008 року стик двох крил замку впав, розбирають кам'яну огорожу…

### Костел Пресвятої Трійці в Поморянах

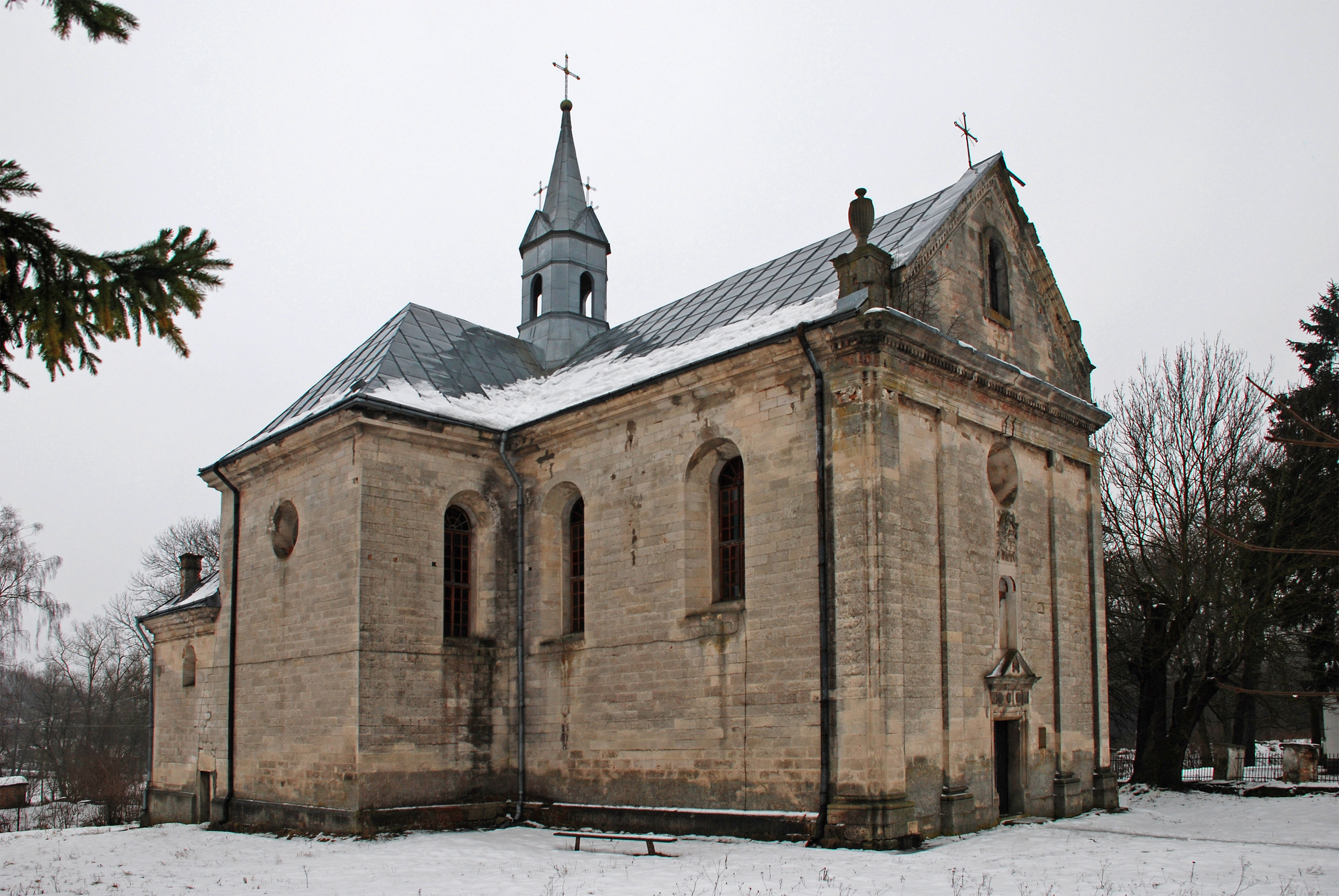
Костел Святої Трійці, закладений 1748 року

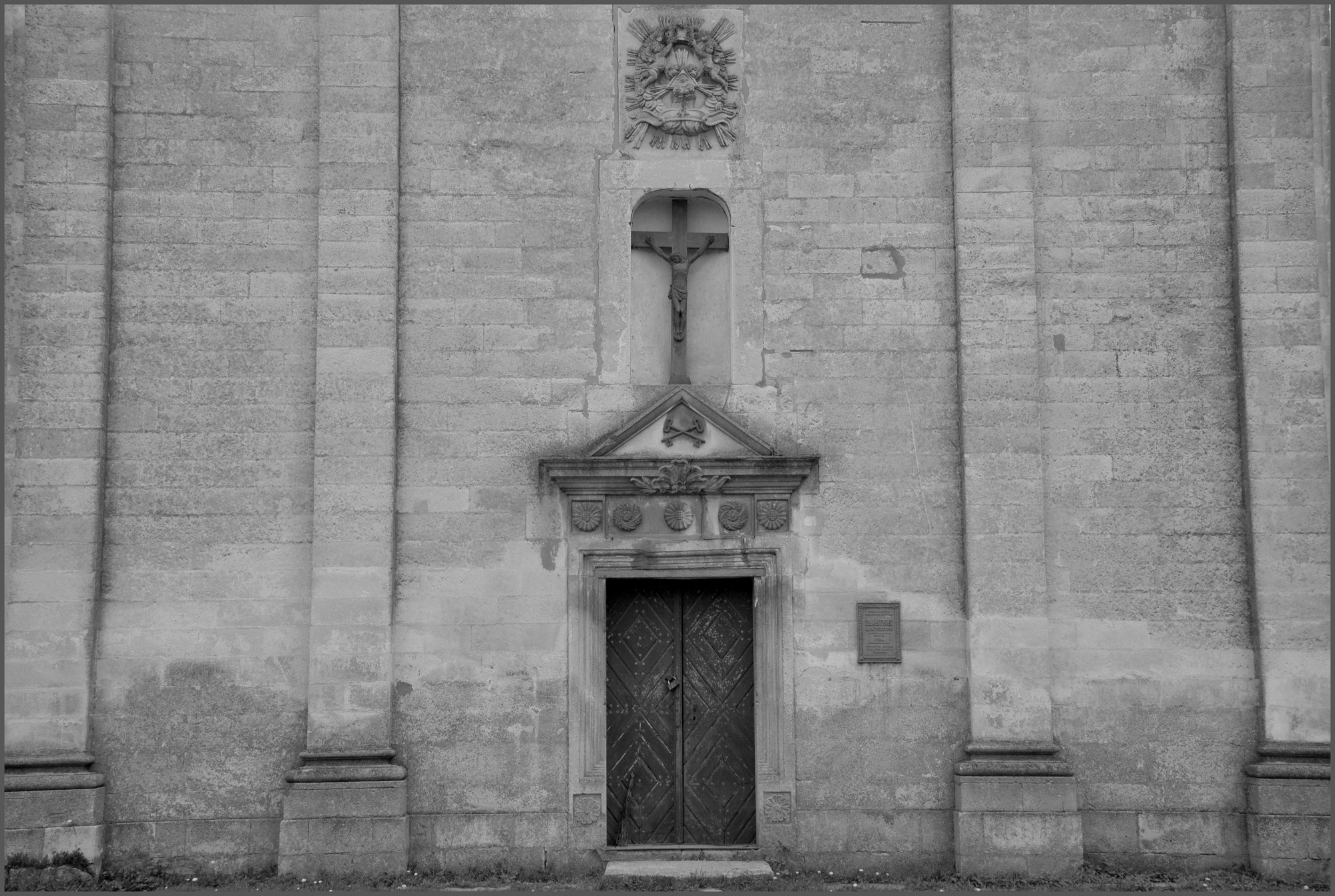
Фасад костелу

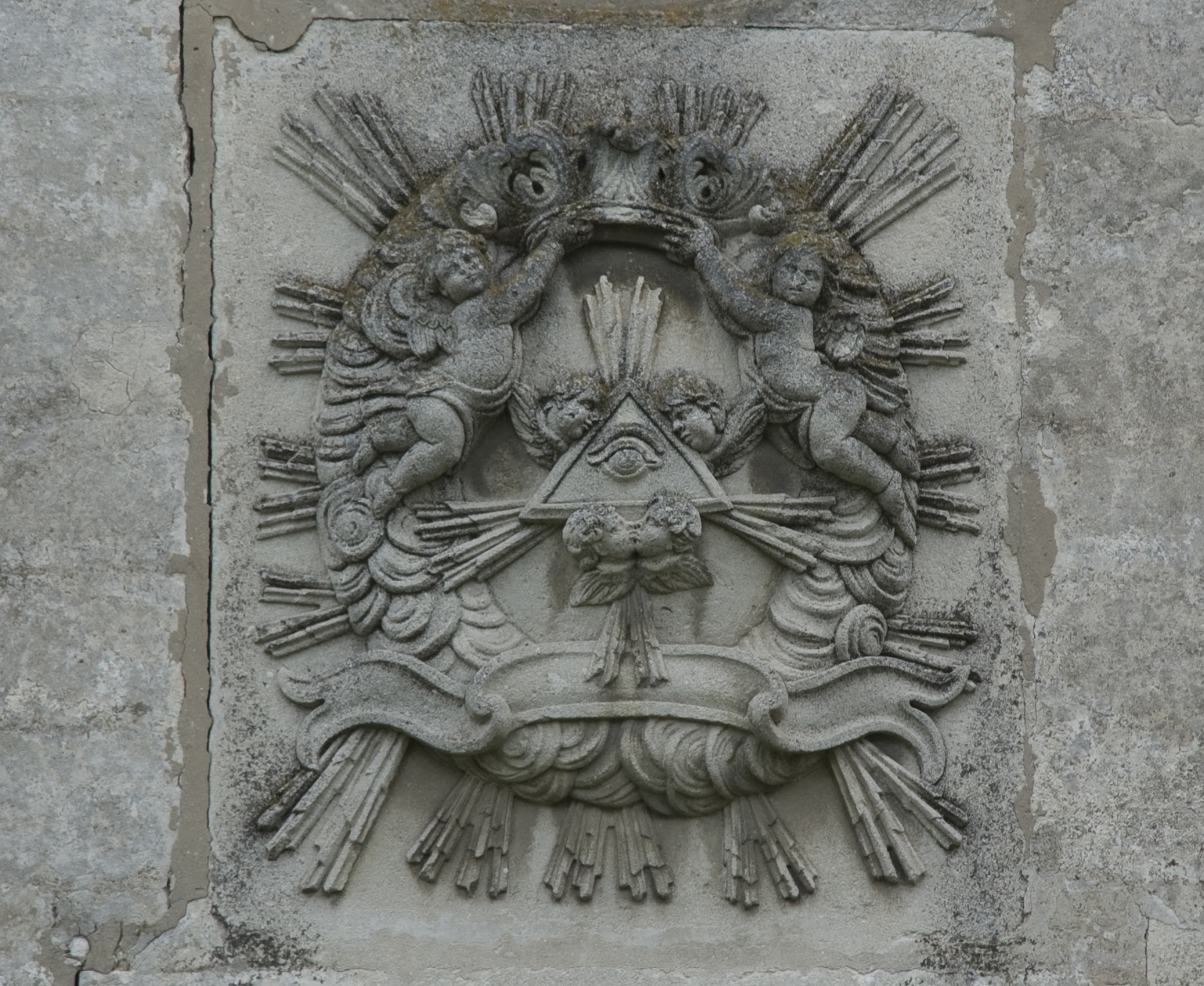
Емблема на костелі

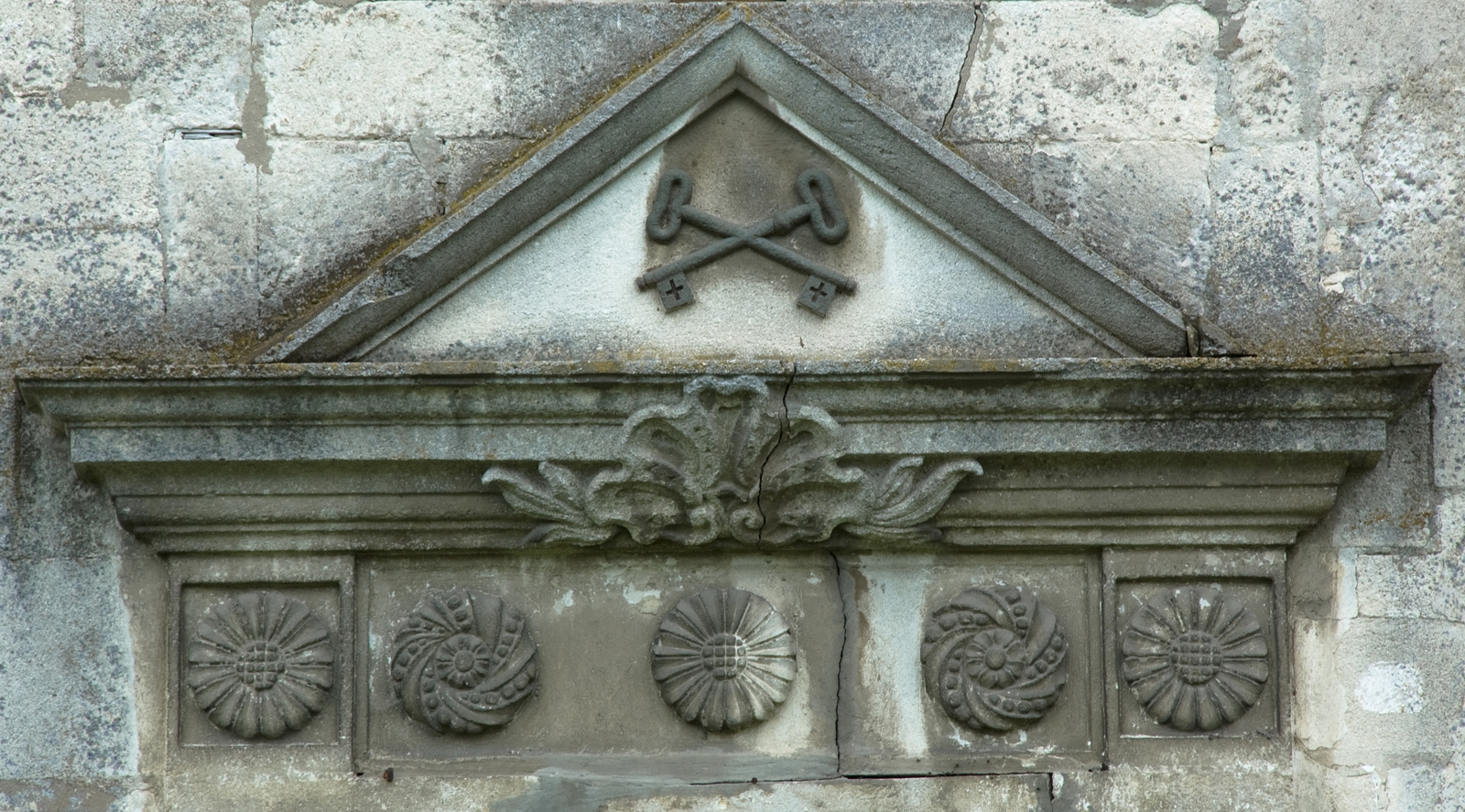
Портал над вхідними дверима до костелу

Будівля костелу Пресвятої Трійці у Поморянах, була закладена як кальвіністська церква (будинок зборів) на кошт та сприяння дідича Кшиштофа Сененського. В епоху активної боротьби із протестантизмом у Речі Посполитій, кальвіністський храм було передано новоствореній римо-католицькій громаді, заснованій 4 січня 1633 року новим дідичем Яковом Собєським (актом виданим ним у Золочеві). Подальша доля першої споруди невідома. Ймовірно, вона ще якийсь час використовувалась римсько-католицькою громадою, після чого була демонтована.
Близько 1748 року у «Помянику» згадано про початок будівництво нової костельної споруди під 1738 роком. Для цього будівництва королевич Якуб-Людвік залишив фонд 12000 злотих і за ці кошти ксьондз Гумніцький звів стіни до вікон. Закінчити не встиг, через свою передчасну смерть 6 вересня 1758 року. У такому стані костел простояв майже 50 років і восени 1803 року ксьондз Левандовський писав, що костел почав будуватися з писаного каміння ще 50 років тому, але стоїть непокритий. В цей час Богослужіння відбувалися в захристії, що свідчить про малу чисельність тодішньої римо-католицької громади Поморян.
При ксьондзі Левандовському, у 1807—1808 році, будівництво костелу було завершене остаточно. 28 лютого 1812 року сюди на парафію призначили ксьондза Яна Ясінського, за якого, коштом Юзефа Прушинського, повністю були завершені всі роботи в костелі.
1854 року в костелі сталася пожежа, а наступного року пані Менжинська привезла сюди з Парижа статую Богородиці. При ксьондзі Бжезінському художник Тирович намалював великий образ Трійці у вівтарі. Художник Фелікс Бедрицький розмалював стіни костелу, а вівтар встановив різьбяр Олександр Швачук з Колодієва. Обидва працювали разом, прикрашаючи церкви та костели Галичини.
В костелі було декілька картин: портрет Яна III (автор Й. Купецький), портрет Ю. Прушинського (автор Алоїзій Рейхан), образ Христа (автор Андреа дель Сарто), образ святого Йосифа (автор Вассарій), образ святого Йосифа (італійського автора Гцерціна). Орнати (ризи) були виготовлені з турецьких прапорів, здобутих Яном III.
Зараз костел має гострокутну сиґнатурку і класичний фасад. Це одна з небагатьох історичних будівель, що добре збереглася. Після проголошення Незалежності України костел було передано в користування римсько-католицькій церкві.
Костел має статус пам'ятки архітектури. На фасаді міститься емблема, на якій зображено — око в трикутнику, в оточенні янголів. Також цікавим є портал над вхідними дверима.

#### Орган поморянського костелу
Як і в кожному костелі, у костелі в Поморянах був власний орган, який ще встигли вивезти до Львова, поки він не зруйнувався зовсім. При розбиранні та перевезенні органа з рами вилетіли цвяхи незвичайної форми: ковані, чотиригранні, з двома зубцями-вухами, які при забитті зміцнювали щеплення з матеріалом. Експерти-історики вказали, що такі цвяхи виготовляли до початку XVIII століття. Таким чином вдалось визначити, що корпус органа був виготовлений наприкінці XVII століття.
При ремонті органа, який виконав Півнов Віталій Миколайович, довелось замінити на нові труби двох регістрів та деякі язички в трубах, підправити механіку.
Орган має один мануал, 10 регістрів, 740 труб. Серед регістрів є екзотичний і дуже приємний — бамбукова флейта, труби якого виготовлені з використанням натурального бамбука.
З концертною метою орган не використовується через відсутність повітряної машини. Існує пропозиція передати інструмент до Вірменського кафедрального собору, де б його могли використовувати при богослужіннях.
На сьогодні це найстаріший із потенційно діючих органів України. Довгий час зберігався у Домініканському костелі у Львові, 2008 року перенесений до Вірменської катедри, де перебуває в розібраному стані.

### Ратуша

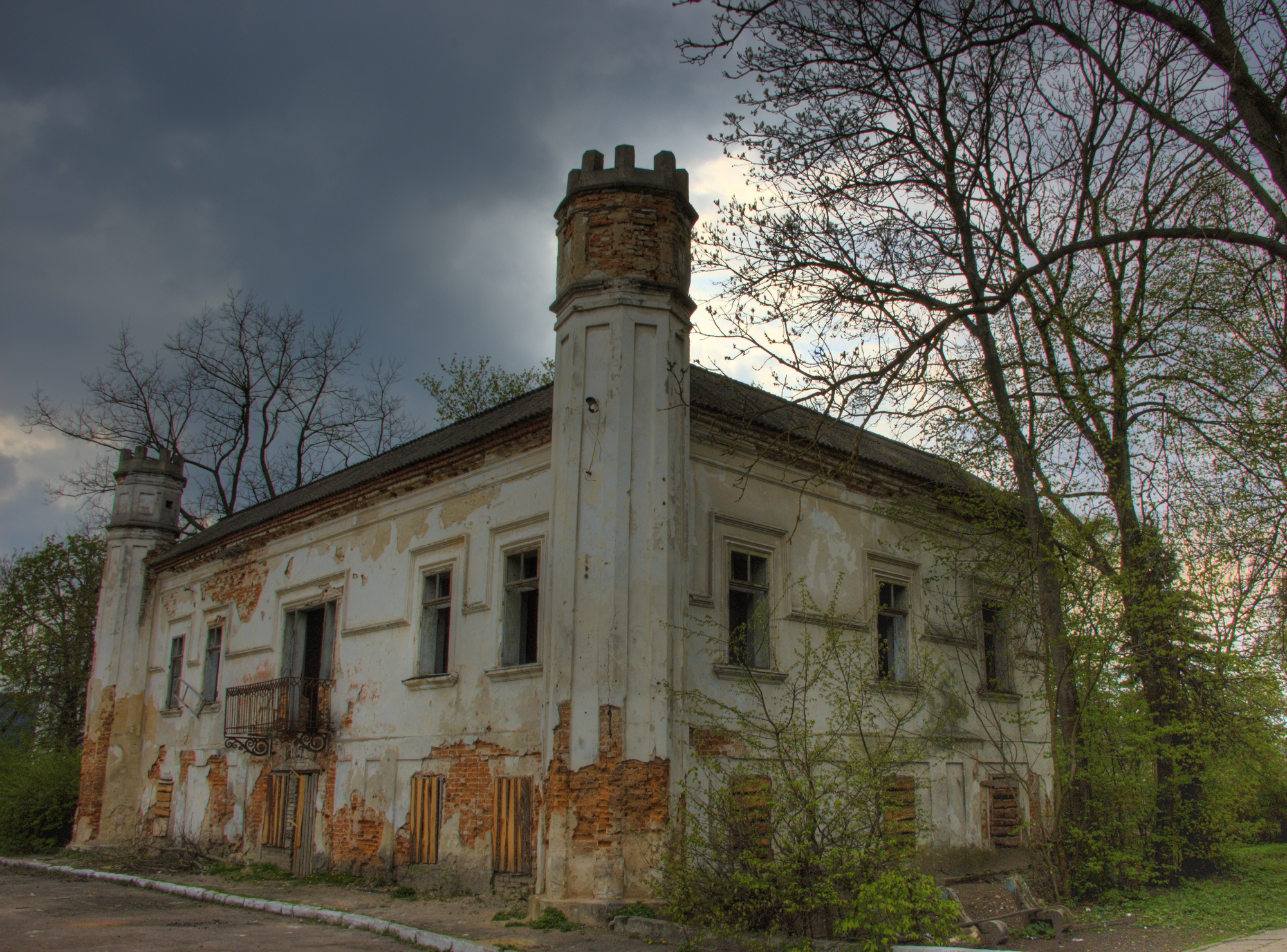
Ратуша в Поморянах

Неоготична будівля колишнього магістрату (Поморянська ратуша), що розташована поруч із костелом та замком, була збудована у другій половині XIX століття. Первинна будівля була у три рази більшою, за ту, що ми бачимо нині. Під час першої світової війни центральна та одна з бічних сторін будівлі магістрату сильно постраждали і тому пізніше були розібрані.
У наш час пам'ятка архітектури не була внесена до жодного реєстру, а у 1996 році її придбав місцевий мешканець Михайло Савчук. Нині власником будівлі є його син Богдан. Будівля поморянського магістрату хоча і нині має багатий вигляд, але знаходиться у край занедбаному стані та потребує значних капіталовкладень на його відновлення, а це орієнтовно 1 млн гривень. Оскільки родина немає таких коштів, то було вирішено виставити будівлю ратуші на аукціон.

### Парк
Поруч з Поморянським замком розташований «Парк XIX століття», який має статус парк-пам'ятка садово-паркового мистецтва місцевого значення.

### Втрачені споруди
- Синагоги. В Поморянах існувало дві синагоги, але ці споруди до наших днів не збереглися.
- Млин XIX століття. Свого часу розібраний на будматеріали.

## Відомі люди

### Народилися
- Грипа Андрій Григорович (нар. 31 березня 1968) — підприємець, громадський діяч.
- Гудзяк Теодор Михайлович — український політик, міський голова Винників у 2006—2010 роках.
- д-р Антін Жуковський (27 вересня 1904—1984) — лікар, громадський та політичний діяч; тут закінчив школу, все життя працював лікарем: в Галичині, згодом у Німеччині, в Америці[12].
- Жуковський Василь Ярославович — український хімік, кандидат хімічних наук, доцент Української академії друкарства, у якій викладає загальну, фізичну, колоїдну і прикладну хімію.
- Квіт Іван Дмитрович — український математик, нащадок давнього козацького роду.
- Меркун Павло —— член Начальної команди УВО, уповноважений УВО на Холмщині, бойовий референт Крайової команди УВО (1926).
- Стефанишин Богдан Іванович (нар. 1933) — український лісівник, заслужений лісівник України.
- Штокало Іван Ігорович (1993—2022) — старший солдат окремого загону спеціального призначення «Азов» Національної гвардії України, учасник російсько-української війни, що загинув під час російського вторгнення в Україну у 2022 році.

### Проживали
- о. Фортуна Василь — парох Поморян у 1841—1864 роках[13]

### Дідичі
- Ян Свинка, певне, його сестра Катажина — дружина Марціна з Княгиничів, Пчан (пол. Pczan)[14], Яричова, сина Пйотра Влодковича[15].